# Mittnordenregionen
Mittnorden (finska: Keskipohjola, norska: Midtnorden) är ett gränsregionalt samarbete mellan flera regionala förvaltningsorgan i mellersta Norden.
I samarbetet ingår Trøndelag fylke i Norge, Jämtlands län och Västernorrlands län i Sverige, samt landskapsförbunden Österbotten, Södra Österbotten, Mellersta Finland, och Södra Savolax i Finland. Även KulturÖsterbotten (SVOF) ingår i samarbetet. Mittnordens högsta beslutande organ är Mittnordenkommittén, som består av ledamöter från medlemmarna i Mittnorden. Kommittén sammanträder två gånger per år, och leds under 2015-16 av Margareta Winberg från Region Jämtland Härjedalen.
Mittnordenkommittén samarbetar med avsikt att främja hållbar utveckling och tillväxt i Mittnorden. Samarbetet baseras på historisk och kulturell samhörighet och gemensamt regionalt utvecklingsintresse.
Det totala invånarantalet i de ingående regionerna är ca 1,61 miljoner (2014), varav nära hälften i Finland.